# Église Saint-Sulpice de Pierrefonds
L'église Saint-Sulpice est une église catholique paroissiale située à Pierrefonds, en France. De style gothique, elle associe un chœur avec deux collatéraux du XIIIe siècle à une double nef flamboyante de la fin du Moyen Âge. L'édifice est toutefois d'origine beaucoup plus ancienne que les parties gothiques ne le suggèrent. La fondation par le seigneur Nivelon et le début des travaux remontent aux années 1060, et le chœur de la première église romane devait être achevé au début du XIIe siècle. N'en font preuve que les trois arcades faisant communiquer les trois vaisseaux du chœur avec les deux nefs, et à plus forte raison la crypte en dessous du chœur, abritant la tombe de Nivelon et la source thermale ayant donné son nom à Pierrefonds. Alors que la façade occidentale, le portail septentrional et le remplage des fenêtres ont été très soignés, l'intérieur témoigne d'une construction hâtive sans voûtement et sans la moindre ornementation. Les nefs s'accordent mal avec le chœur, prévue à la base pour une nef simple accompagnée de bas-côtés. En même temps, l'église est spacieuse et bien éclairée, et les charpentes en carène renversée du chœur sont d'un bel effet. Très endommagée lors de la Première Guerre mondiale, le chœur actuel est en grande partie le produit d'une reconstruction à l'identique lancée en 1926. Sinon, l'élément le plus récent est l'étage de beffroi et le couronnement du clocher, achevé en 1557 dans une architecture Renaissance très sophistiquée. L'église a été classée au titre des monuments historiques par liste de 1862, puis déclassée et classée de nouveau par arrêté du 7 août 1885 (pour le clocher) et par arrêté du 5 février 1920 (pour le reste). Du prieuré adjacent ayant dépendu de l'abbaye de Marmoutier, ne restent qu'une porte fortifiée et de rares vestiges. L'église Saint-Sulpice est aujourd'hui affiliée à la paroisse Notre-Dame-de-Neuffontaine de la vallée de l'Aisne.
Eglise ouverte chaque jour de 9h à 19h

## Localisation
L'église est située dans le département français de l'Oise, sur la commune de Pierrefonds, en marge du centre du bourg, rue Louis-d’Orléans (RD 335). Elle est ainsi implantée au sud de l’ancien établissement thermal et le jardin botanique. La façade septentrionale longe la route, alors que la façade occidentale éloignée du village est précédée par une placette au début de l’avenue du Rocher. Une porte fortifiée jouxte la façade occidentale ; elle constitue un vestige du prieuré de l’abbaye de Marmoutier situé autrefois au sud de l’église.

## Historique

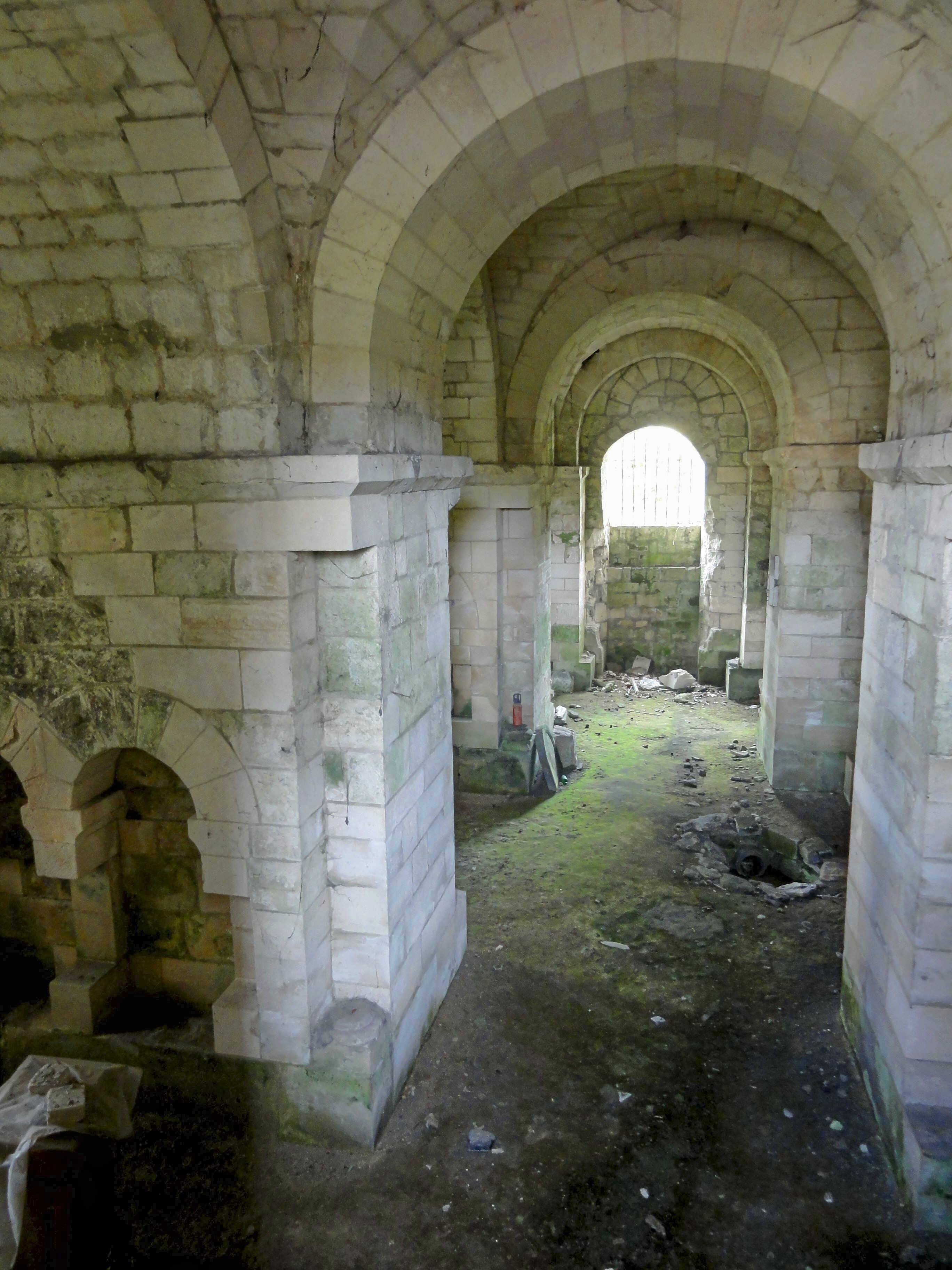
Crypte romane et source.

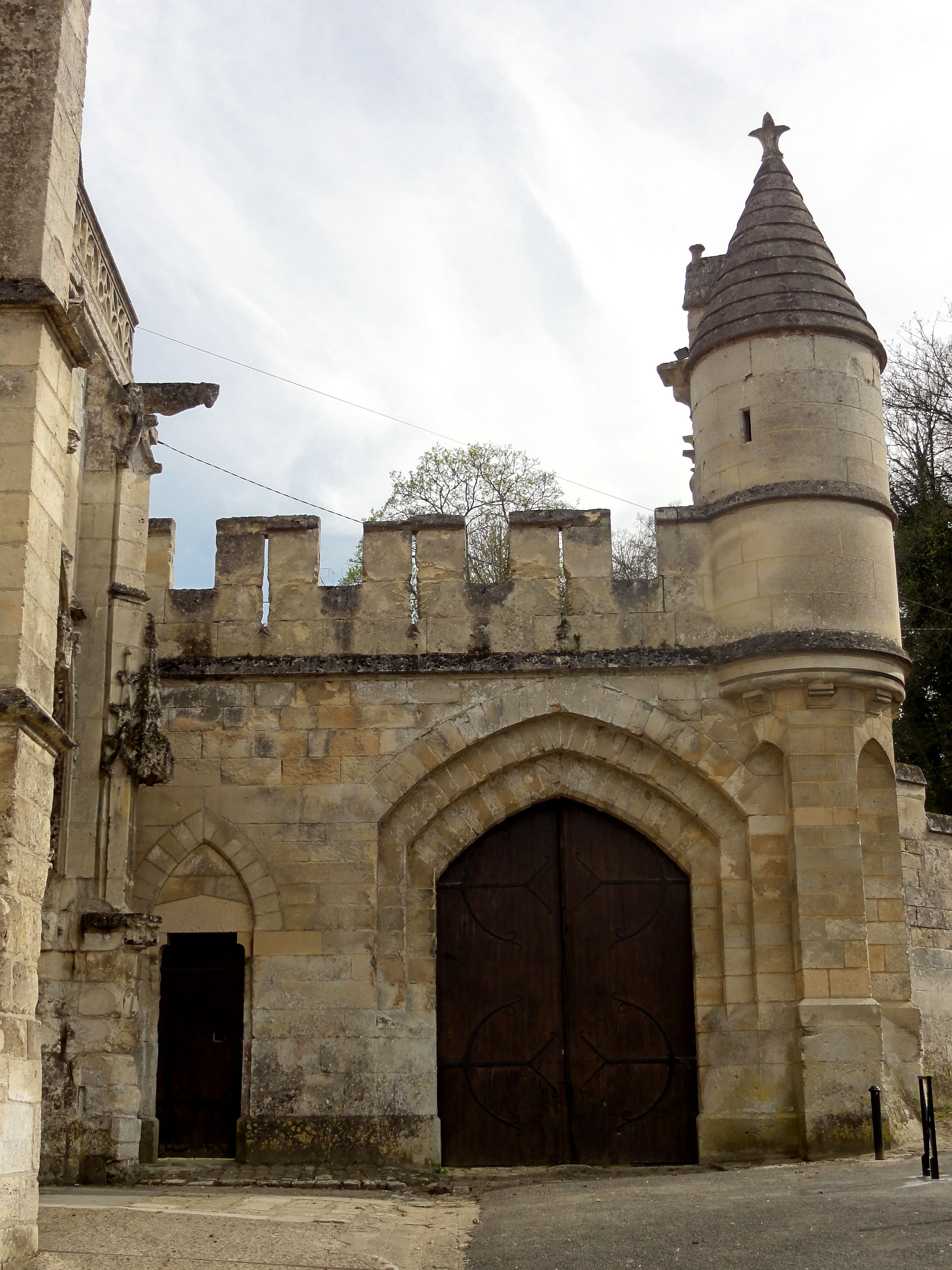
Porte fortifiée du prieuré.

L'église de Pierrefonds est placée sous le vocable de saint Sulpice de Bourges, ce qui permet de conclure à une fondation pas avant la fin de l'époque mérovingienne. Un certain nombre d'églises dans la région sont consacrées au même patron. Il est incertain si l'église de Pierrefonds soit vraiment aussi ancienne : aucune mention écrite antérieure au XIe siècle n'en est connue, et toutes ces mentions sont de seconde main. Il en ressort que l'église actuelle aurait été fondée par Nivelon, seigneur de Pierrefonds, vers 1160. Il installe en même temps un chapitre de chanoines, mais l'on ignore leur nombre. Nivelon étant mort en 1072, les travaux sont susceptibles d'avoir commencé avant cette date. Peu avant la mort du seigneur, le nouvel évêque de Soissons, Thibaut de Pierrefonds, obtient de lui qu'il lui remette l'église. Elle dépend donc du diocèse de Soissons.
En 1085 ou peu après, l'évêque de Soissons de lors (déjà le quatrième après Thibaut), Hilgod, confie le patronage de la cure au chapitre de la cathédrale de Soissons. Presque immédiatement après, des moins de l'abbaye de Marmoutier de Tours s'installent près de l'église de Pierrefonds et y fondent un prieuré, absorbant le chapitre préexistant. En 1087, Hilgot démissionne comme évêque et se retire comme moine au prieuré de Pierrefonds. Les relations avec l'abbaye-mère de Tours doivent être étroites, car Hilgot est élu abbé de cette abbaye en 1100 et le reste jusqu'à sa mort en 1104. Pendant cette période, le seigneur Nivelon II remet solennellement la chapelle Saint-Mesme du château de Pierrefonds aux religieux de Marmoutier, qui possèdent ainsi deux édifices religieux sur la même place. Il est à retenir que l'église de Pierrefonds est paroissiale et prieurale en même temps, la nef étant réservée aux fidèles et le chœur aux moines. Toutefois, l'office de curé n'est pas exercé par l'un des moines comme fréquemment dans cette constellation, mais bien par un curé comme le démontre l'existence d'un patronage de la cure.

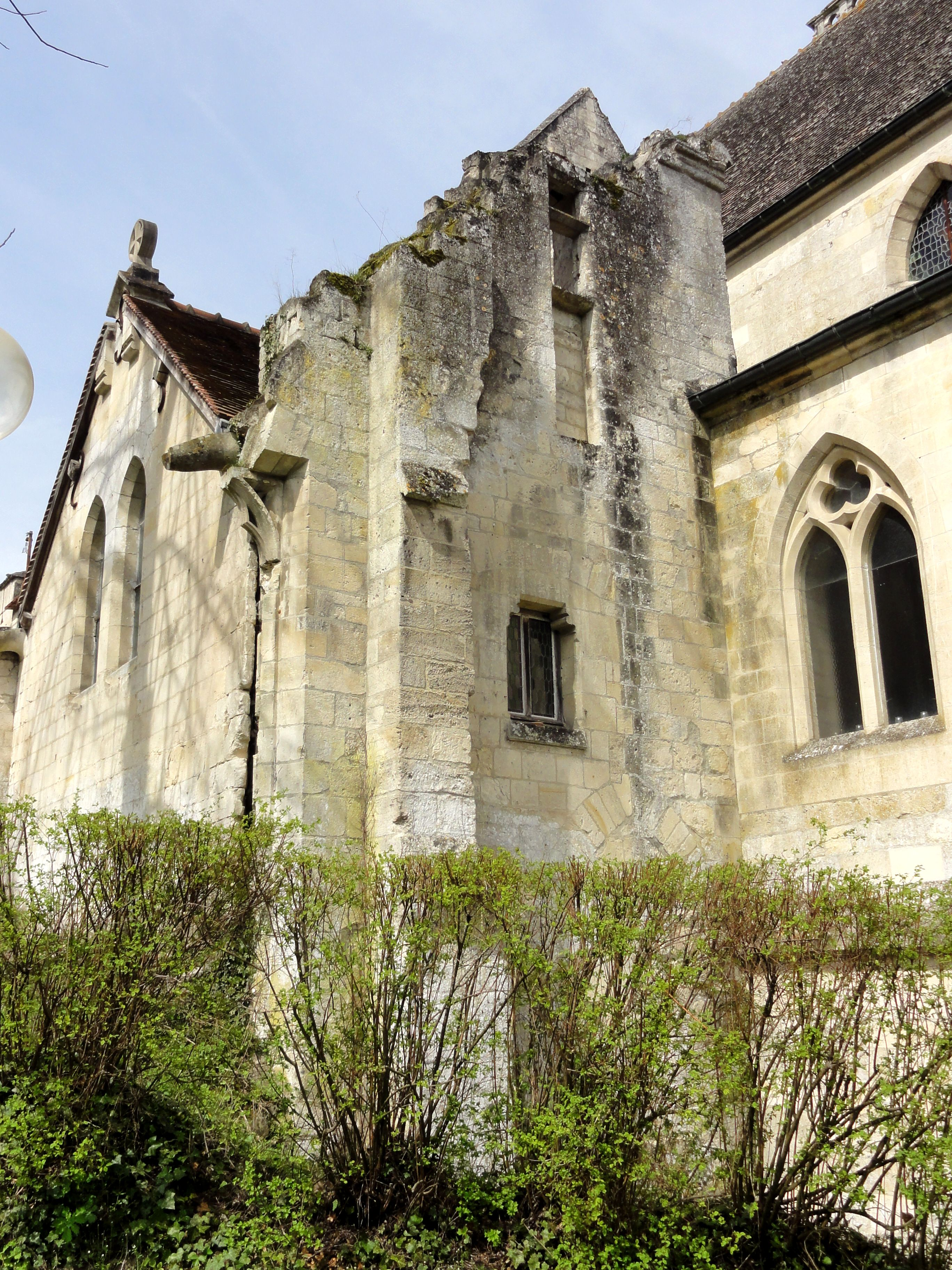
Vestige au sud du chœur.

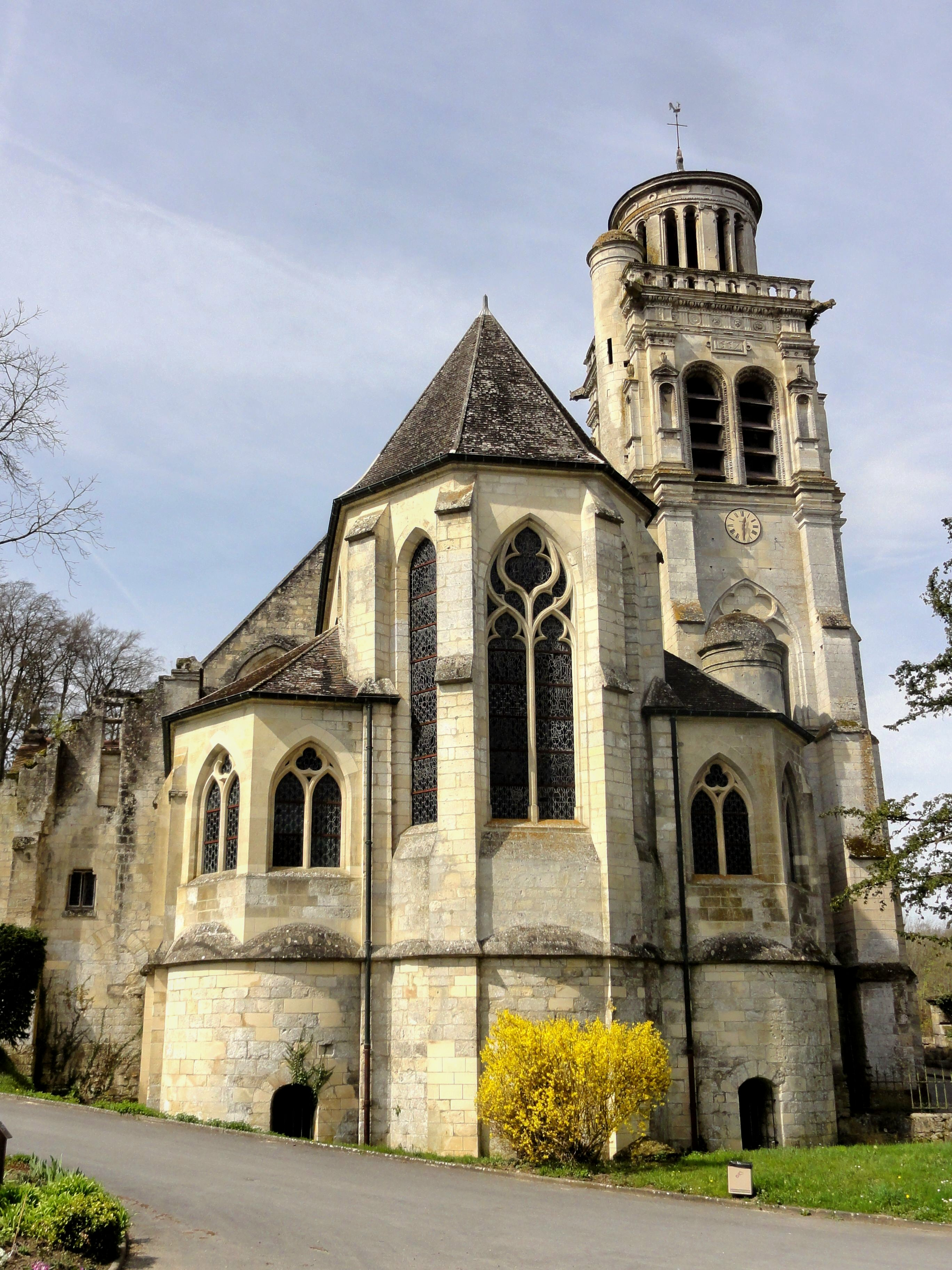
Chevet et clocher.

Jusqu'à l'époque moderne, l'histoire de l'église ne peut être retracée qu'à travers une analyse archéologique, basée sur des rapprochements entre des détails de l'architecture des églises de la région et la mise en évidence d'analogies. L'église semble étroitement liée aux origines du village même, car elle est bâtie sur la source lui ayant donné son nom et réputée pour ses vertus thermales. Elle se situe dans la crypte sous le chœur, ce qui s'avère problématique pour la solidité de l'appareil sur le long terme. Dans la crypte, se trouvent également deux sépultures, dont une doit être celle de Nivelon dont il est attesté qu'il ait été enterré dans l'église. La crypte n'a toutefois pas la vocation première de caveau des seigneurs de Pierrefonds. Son existence ne peut pas non plus être motivée par le dénivelé entre le chevet et l'extrémité occidentale de l'église uniquement. Sa vocation était plus particulièrement de donner un cadre au pèlerinage qu'attirait la source, et peut-être les reliques abritées dans un local à l'ouest du vaisseau central. La crypte conserve encore neuf chapiteaux romans, de même facture que celles des trois arcades faisant communiquer le chœur et ses deux collatéraux avec les deux nefs. Des traditions selon lesquelles la crypte proviendrait d'une église antérieure ne sont donc pas fondées, mais il est vrai que peu de choses subsistent de l'église proprement dite, hormis les trois arcades mentionnées et un pan de mur au sud. Les chapiteaux peuvent être datés autour de l'an 1100, avec l'imprécision habituelle découlant d'une datation basée sur les chapiteaux.
Étant donné la configuration de la crypte avec trois vaisseaux se terminant chacun par une abside en hémicycle, le chœur roman devait avoir les mêmes dimensions que le chœur gothique actuel, édifié au XIIIe siècle comme l'indique le remplage de deux lancettes aiguës surmontées par un trilobe des fenêtres des collatéraux (une fenêtre plein cintre romane, surmontée d'un cordon de billettes se poursuivant sur le contrefort d'angle, subsiste toutefois au sud). Il n'y avait probablement pas de transept à l'époque romane, pas plus qu'aujourd'hui : d'un côté, les églises romanes de la région disposant d'un chœur aussi long que celui de Pierrefonds sont généralement dépourvues de transept ; d'un autre côté, la poussée des voûtes du transept aurait laissé des traces dans les arcades faisant communiquer chœur et nefs. Le clocher peut également être daté du XIIIe siècle en ce qui concerne sa base et le premier étage, percés de fenêtres semblables à celles des collatéraux du chœur, des quatre-feuilles remplaçant toutefois les trilobes. L'étage de beffroi, de pur style Renaissance, représente par contre l'élément le plus récent de l'église. Il n'est pas exclu que l'église ait possédé un second clocher à l'époque romane, faisant face au clocher actuel au sud. La nef romane était certainement de plan basilical, avec donc deux bas-côtés. Elle a été remplacée à la période gothique flamboyant, plus précisément à la limite entre le XVe siècle et le XVIe siècle, par une double nef construite hâtivement. Le parti d'une double nef au lieu d'une nef accompagnée de deux bas-côté peut s'expliquer par la nécessité d'accueillir une grande quantité de pèlerins.
L’église est classée au titre des monuments historiques par liste de 1862, puis déclassée et classée de nouveau par arrêté du 7 août 1885 (pour le clocher) et par arrêté du 5 février 1920 (pour le reste),. La Première Guerre mondiale inflige de lourds dégâts à l'église, surtout au chœur qui doit être reconstruit presque entièrement. Les travaux commencent en 1926 et sont dirigés successivement par les architectes André Collin et Armand Guéritte. Même les éléments de style roman sur le mur méridional sont en fait des reconstitutions. À l'occasion de la reconstruction, la crypte partiellement remplie de gravats est déblayée. L'humidité constante provoquée par la présence de la source entraîne bientôt un effritement des parures. Dès 1948, l'architecte en chef des monuments historiques Jean-Pierre Paquet entame une restauration profonde de la crypte, portant sur le remplacement d'environ 30 m2 de pierres. Les deux premières assises, les plus occidentales des arcades aveugles dans les murs latéraux des vaisseaux et les angles des murs séparant les vaisseaux sont complètement refaits en sous-œuvre. La restauration reste malheureusement inachevée : les colonnettes agrémentant les angles des murs et encadrant les arcatures aveugles et les chapiteaux manquants ne sont pas remplacés ; l'escalier nord n'est pas déblayé ; et la vitrerie n'est jamais refaite.

## Description

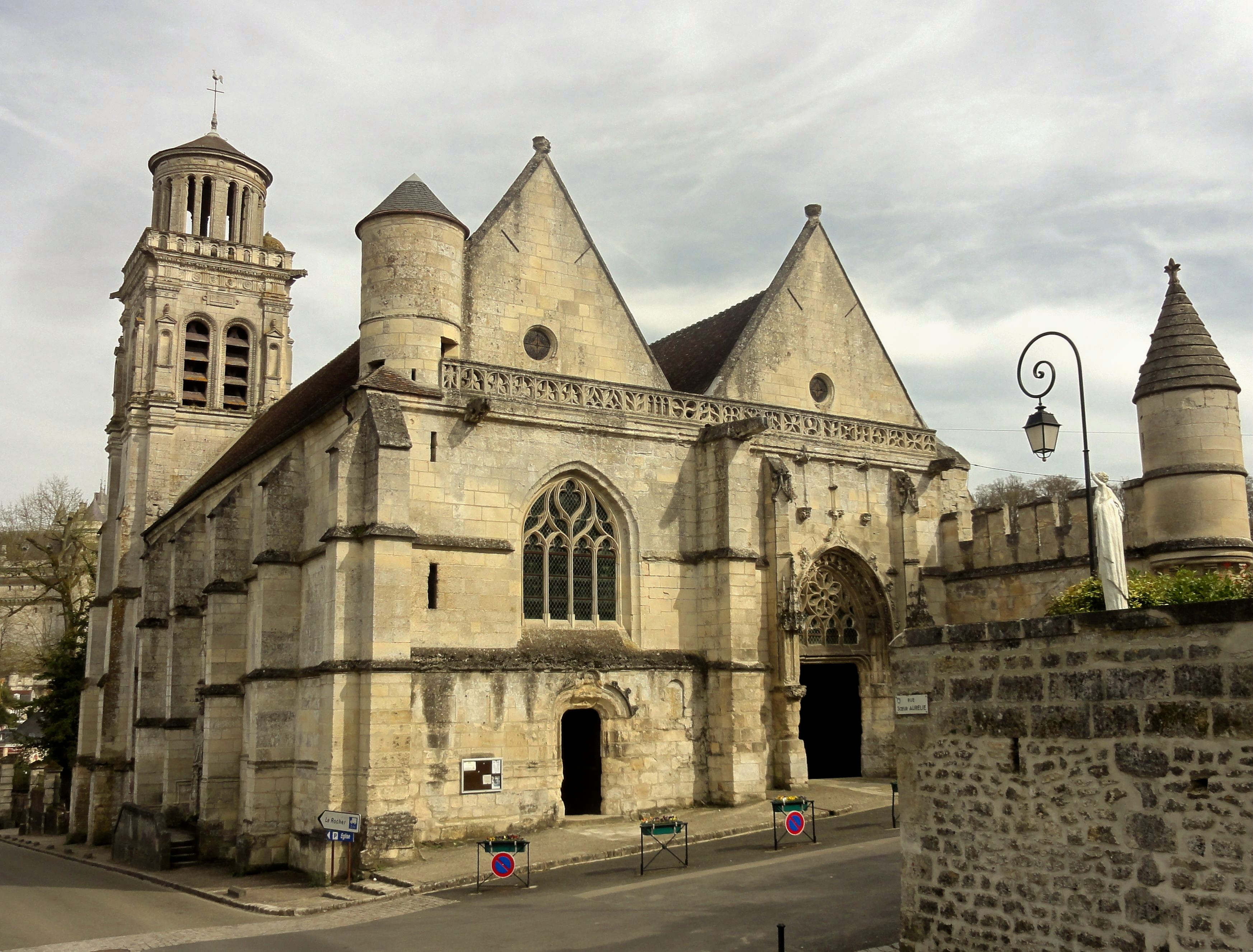
Façade occidentale.

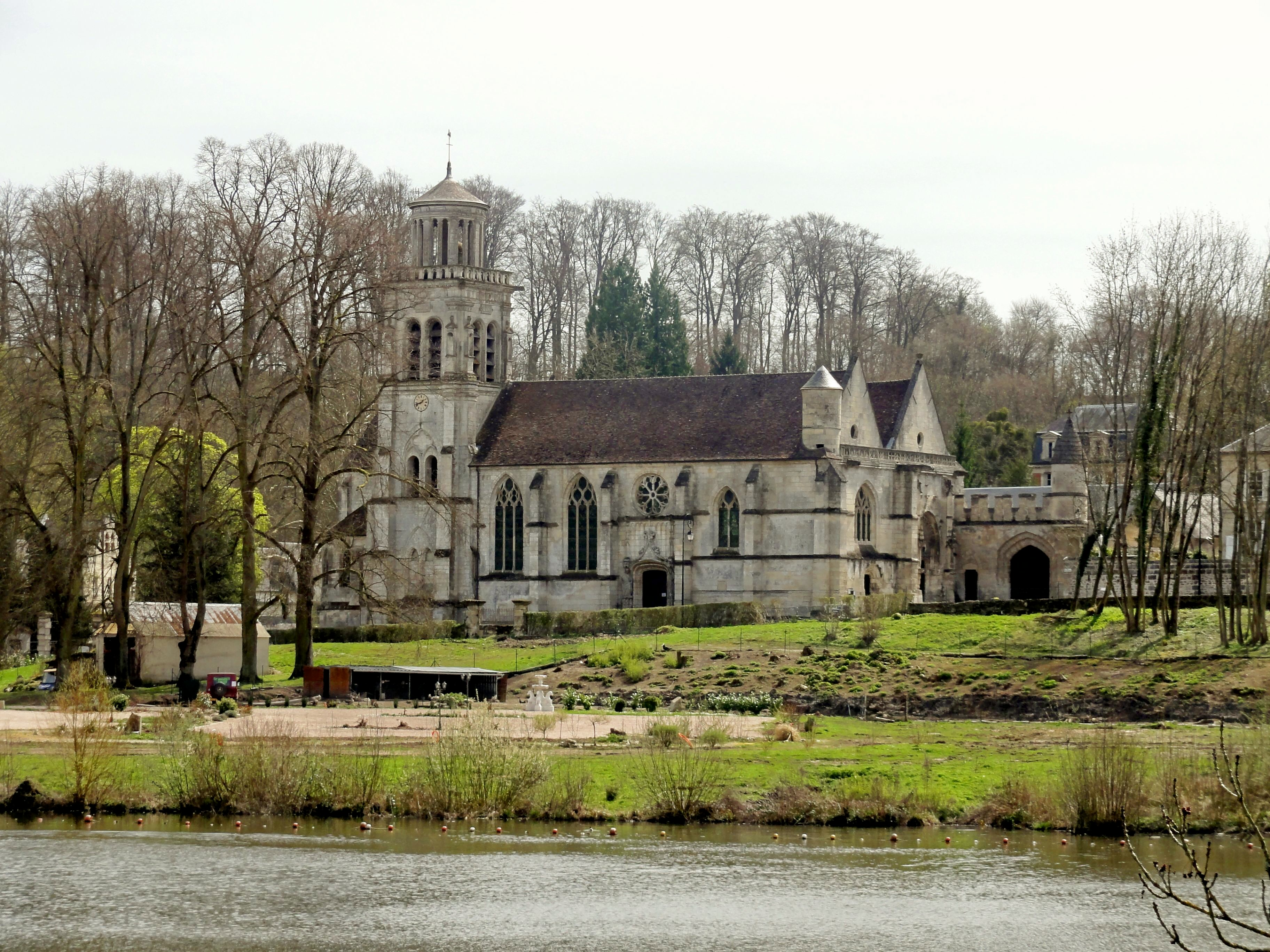
Vue depuis le nord.

### Aperçu général
Régulièrement orientée, l'église Saint-Sulpice se compose d'une double nef ; d'un chœur de trois travées, se terminant par un chevet à pans coupés ; de deux collatéraux du chœur de trois travées également, se terminant par un chevet pour partie plat, avec un pan de mur biais aux angles ; d'un clocher-tour se dressant dans l'angle entre la nef de gauche et le collatéral nord du chœur ; d'une tourelle d'escalier ronde dans l'angle entre le clocher et le collatéral nord ; d'un vestige sans doute d'un autre clocher faisant face au premier au sud ; d'une sacristie construite à son emplacement ; et d'une crypte en dessous du chœur.
Cette dernière se compose de trois vaisseaux tout comme le chœur, mais de dimensions plus réduites du fait de l'épaisseur considérable des murs. Ces vaisseaux se terminent chacun par une abside voûtée en cul-de-four, et intercommuniquent seulement par deux arcades se faisant face formant un genre de transept à l'ouest. Il est recouvert par trois voûtes d'arêtes, alors que le reste est voûté en berceau. La crypte n'est accessible que par deux escaliers à l'extrémité ouest des collatéraux, dont seul celui du sud reste praticable. À mi-parcours, cet escalier donne accès à un petit local situé à l'ouest du vaisseau central de la crypte, destiné vraisemblablement à protéger les reliques.
Les trois vaisseaux du chœur sont recouverts par des charpentes en carène renversée. Les deux nefs sont de dimensions presque identiques. La nef du sud (ou de droite en entrant) communique avec le vaisseau central du chœur et le collatéral sud ; la nef du nord (ou de gauche en entrant) communique avec le collatéral sud seulement, et comporte ainsi à l'est un chevet plat à gauche de l'arcade s'ouvrant sur le collatéral, occupé par un retable d'autel. La base du clocher n'est pas intégrée dans l'espace intérieur de l'église.
La subdivision des nefs en travées n'est pas claire : ainsi, l'on compte cinq grandes arcades entre les deux nefs, mais seulement trois contreforts intermédiaires et quatre fenêtres au sud. Au nord, l'on trouve un contrefort supplémentaire, mais l'écart entre le contrefort d'angle nord-ouest et le premier contrefort du mur gouttereau est réduit. Selon le point de vue, le nombre de travées s'établit donc entre quatre et cinq par nef. En tout cas, les fausses voûtes en berceau en plâtre sont continues et sans rupture sur toute la longueur des nefs. Aucune travée de l'église haute n'est voûtée. Chaque nef possède un portail occidental, et la nef de gauche possède en plus un portail septentrional à peu près en son milieu.

### Extérieur

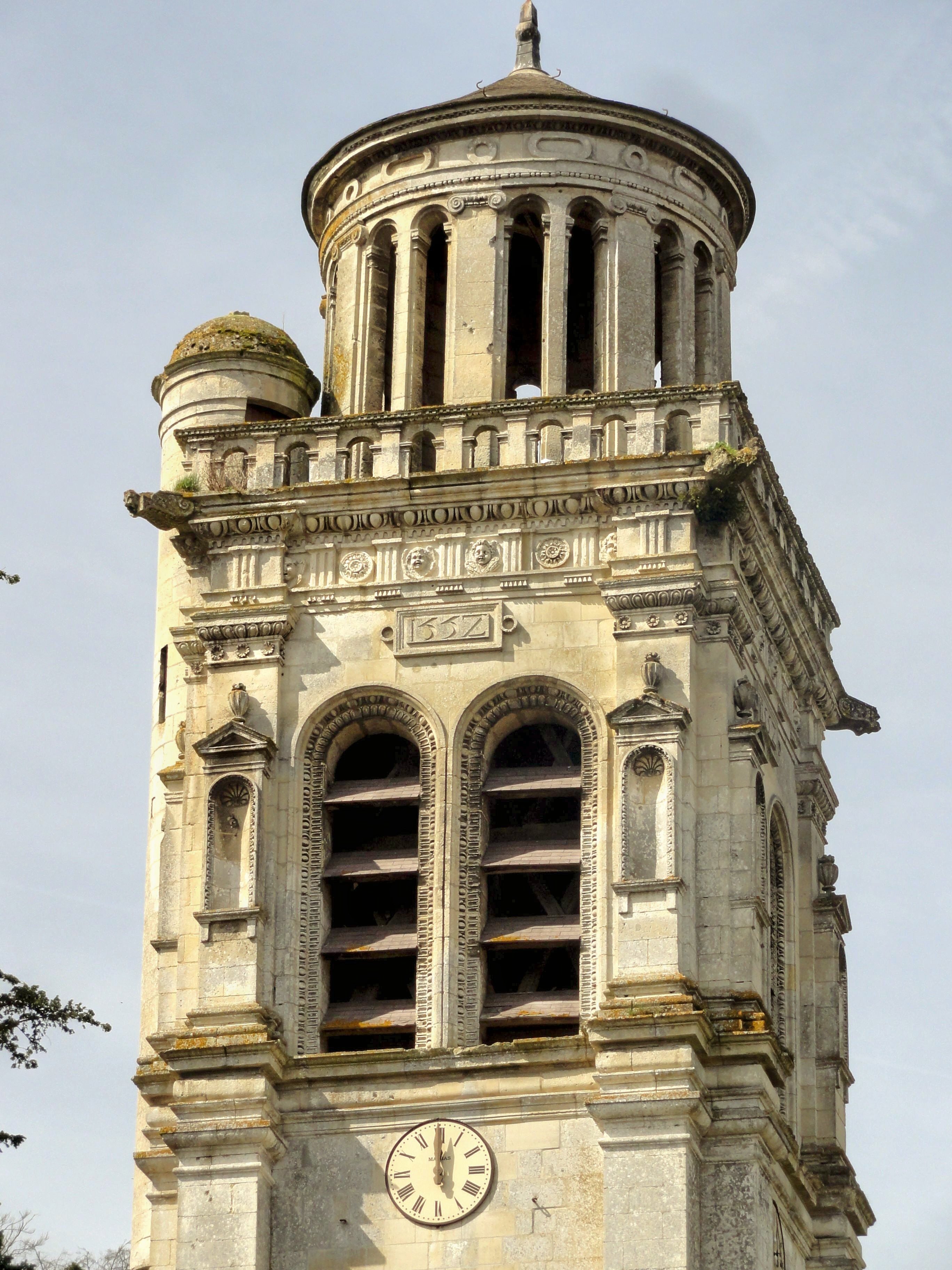
Partie supérieure du clocher.

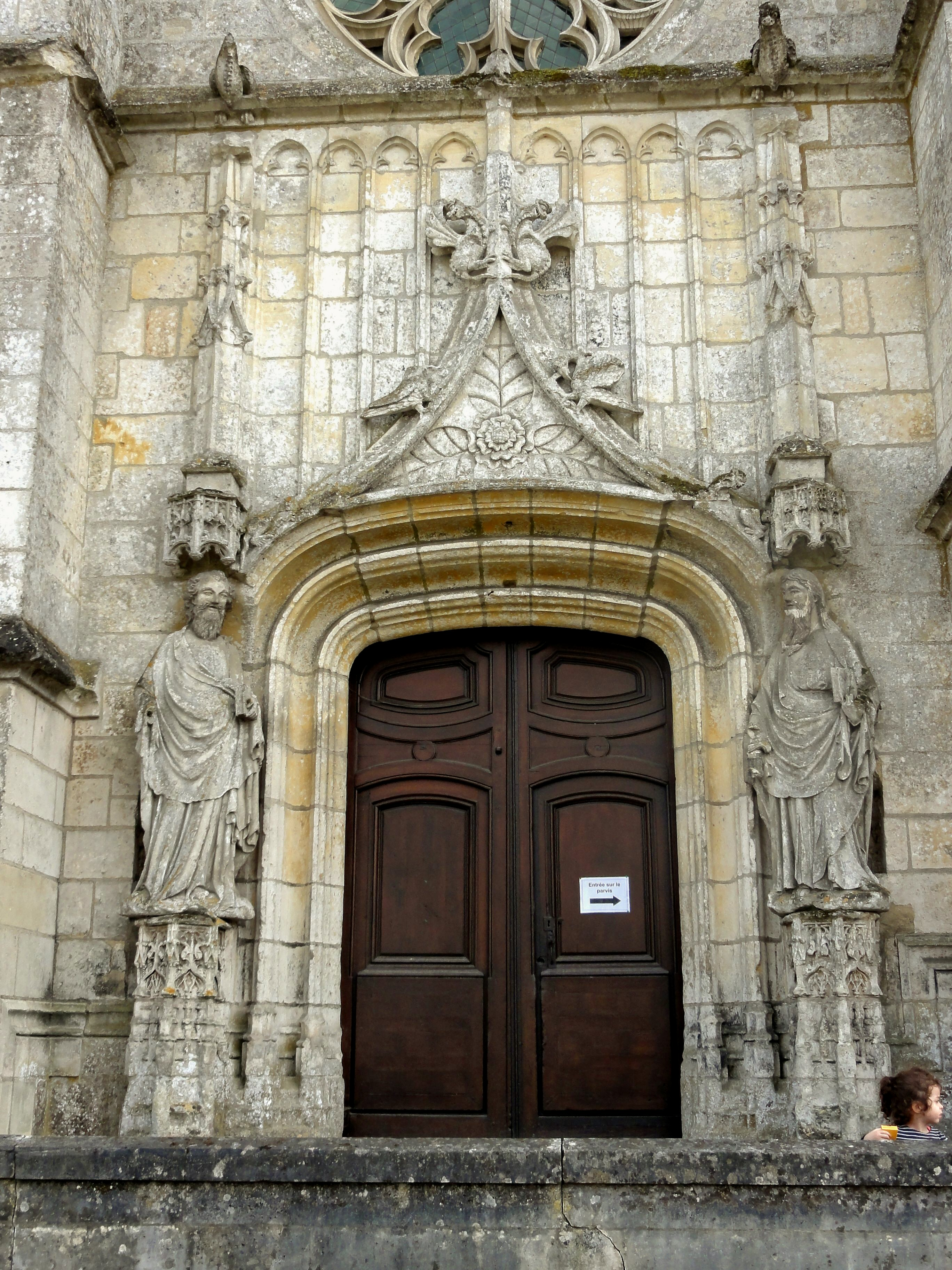
Portail nord.

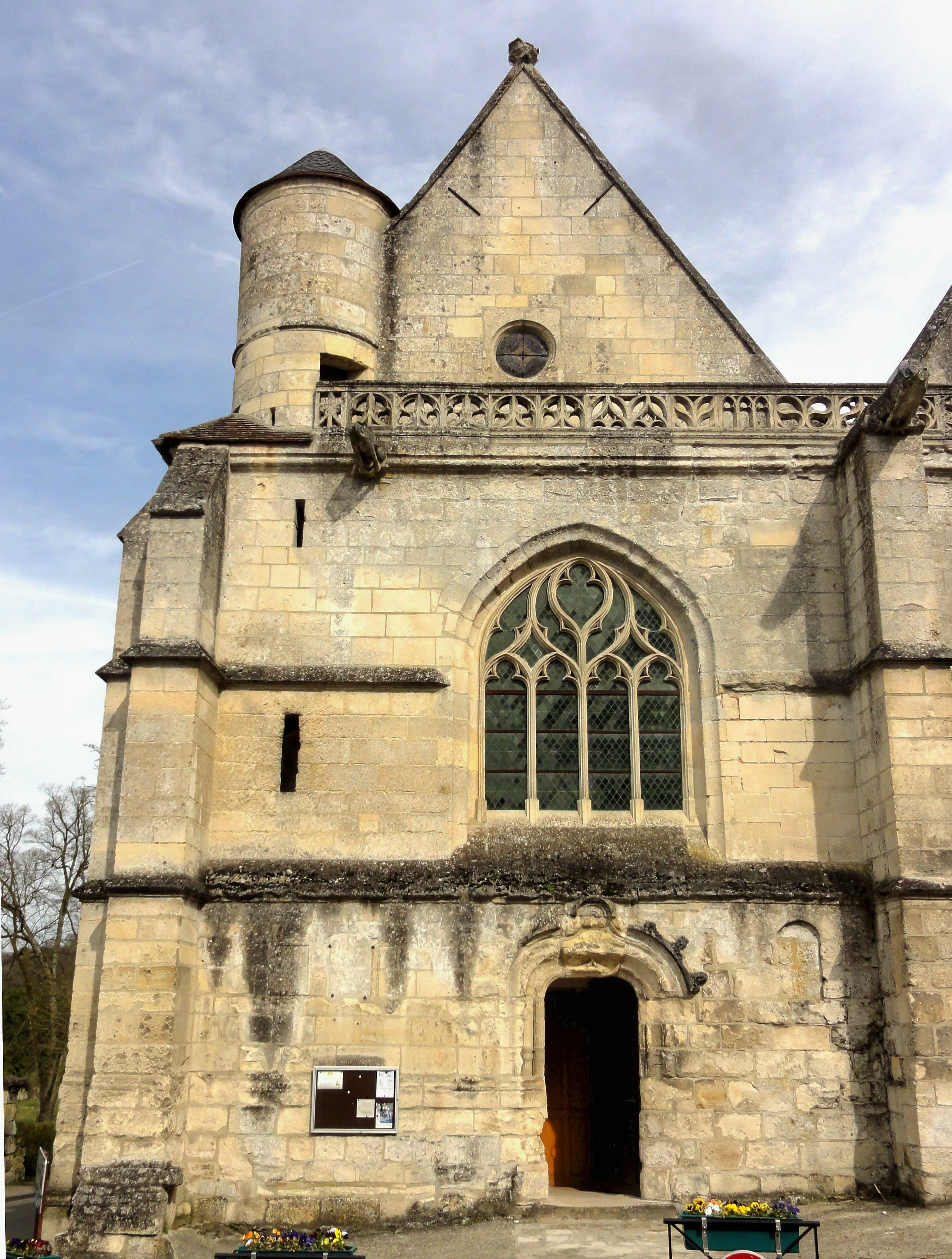
Façade de la nef nord.

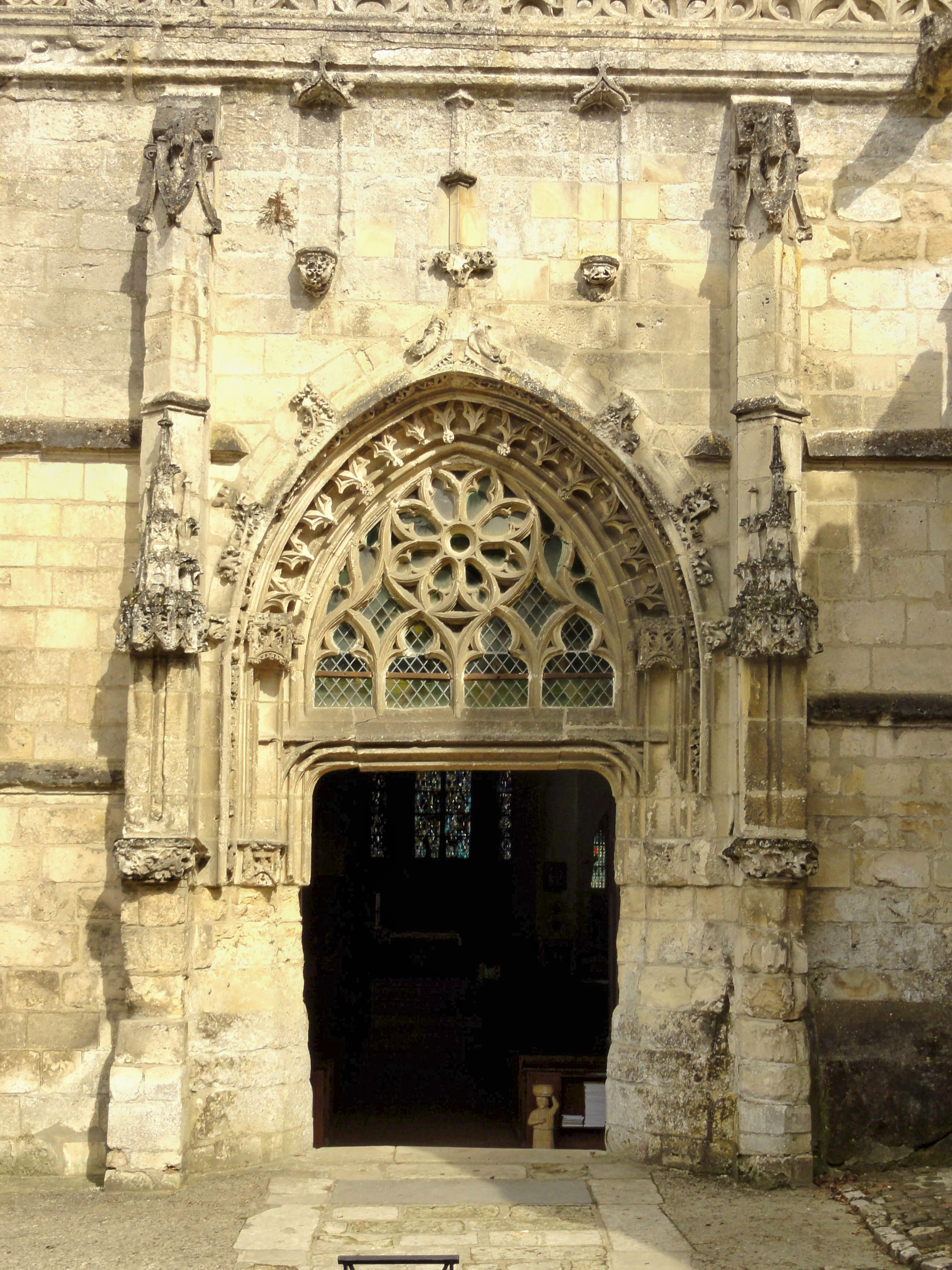
Portail de la nef sud.

L'extérieur de l'église a été peu soigné par les maîtres d'œuvre et reste limité à son aspect fonctionnel, à l'exception bien entendu du remplage des fenêtres, ainsi que des portails et de la partie supérieure du clocher. Comme déjà mentionné, sa base et son premier étage voûtés d'ogives datent encore du XIIIe siècle. Ils sont flanqués de deux contreforts orthogonaux à chaque angle, scandés par quatre glacis intermédiaires, dont le premier et le troisième correspondent à des retraites, alors que le second et le quatrième ne concerne que le flanc extérieur des contreforts et sont purement décoratifs. Vers l'est, vers le nord et vers l'ouest, ces deux niveaux gothiques du clocher sont pourvus de fenêtres avec un remplage formé par deux lancettes surmontées par un quadrilobe. Pour des raisons évidentes de stabilité, les lancettes sont plus grandes que les ouvertures proprement dites, qui par ailleurs sont pour la plupart murées. Il est à remarquer que les fenêtres orientales sont pour partie obstruées par la tourelle d'escalier ronde ajoutée ultérieurement, et se terminant au milieu du premier étage du clocher par une coupole. De même, les fenêtres occidentales donnent sur la nef de gauche et sont également bouchées. L'existence de ces fenêtres indique que le clocher gothique a cohabité pendant un certain temps, jusqu'à la fin du XVe siècle sans doute, avec la nef romane et ses collatéraux. L'étage de beffroi porte à l'est la date de 1557. Il commence par une esquisse d'entablement et se termine par un entablement complet, avec une frise faisant alterner biglyphes et médaillons, arborant pour partie des têtes de chérubins. Les contreforts traités en pilastres sont agrémentés de niches à statues aujourd'hui vides, et chaque face de l'étage est ajourée de deux grandes ouvertures abat-son gémelées en plein cintre, entourées de frises. La plate-forme sur son sommet est accessible grâce à une seconde tourelle d'escalier à l'est de la face sud, coiffée par un dôme. Une balustrade de petites arcatures plein cintre séparées par des pilastres court tout autour. Au milieu, s'élève un lanternon de plan rond, percé d'étroites arcatures plein cintre groupées deux par deux entre des pilastres ioniques.
Le portail septentrional est le plus proche du bourg parmi les trois portails, tous de style flamboyant. Accessible par un escalier, il se compose d'une porte à double vantail sous un arc en anse de panier, surmontée par une accolade et cantonnée par deux niches à statues sous des dais finement ciselés, se prolongeant au-delà par des pinacles plaqués. Les socles octogonaux des statues sont décorées de la même façon que les dais. Contrairement à ce qui est le plus souvent le cas, les statues de saint Pierre et saint Paul n'ont pas été détruites à la Révolution française, sans pour autant échapper au vandalisme : les têtes ont dû être refaites ; les mains droites manquent ; les attributs de saint Pierre et l'épée de saint Paul manquent également. Ces statues sont hautes de 195 cm et leurs vêtements permettent une datation autour de 1400. Elles sont donc antérieures aux nefs actuelles, et ont été classées au titre objet par arrêté du 9 juin 1925. Hormis les statues, d'autres éléments sculptés figuratifs démarquent le portail septentrional : des oiseaux sur les flancs des accolades, des dragons ailés près de leur sommet, et des chimères sur le bandeau au-dessus du portail. Une rose orne le centre de l'espace circonscrit par l'accolade. En haut du portail, une rosace avec un élégant réseau flamboyant éclaire la nef de gauche. En comparaison avec ce portail richement décoré, le portail occidental de cette même nef paraît modeste : également en anse de panier, il ne comporte qu'une unique petite porte, et sa sculpture est très érodée. À droite, trois petits animaux fantastiques sont toutefois bien conservés.
Le portail occidental de la nef de droite est mieux conservé que son voisin et plus authentique que son homologue au nord. Il le dépasse en richesse des détails, et suit une conception différente avec un grand tympan ajouré au-dessus d'une porte rectangulaire à double vantail. Le réseau flamboyant de la fenêtre du tympan est basé sur quatre lancettes et une rosace, complétées par des soufflets et mouchettes. Son archivolte inférieure retombe sur les dais de deux petites niches à statues vides, et est garni par de délicats fleurons nettement découpés. Son archivolte supérieure est orné de quelques feuilles de chou et cumule dans une petite accolade. Entre cette dernière et les deux petits contreforts encadrant le portail, deux petites niches à statues sont ménagées dans le mur. Les contreforts eux-mêmes sont également pourvues de niches à statues, à la même hauteur que celles de l'archivolte inférieure, et protégées par des dais particulièrement remarquables. Étant donné les dimensions de ce portail, il n'y avait pas de place pour une fenêtre au-dessus, mais la façade occidentale de la nef de gauche est ajourée d'une vaste baie flamboyante au-dessus de la petite porte décrite, avec quatre lancettes et des soufflets et mouchettes. Une balustrade faisant alterner un nombre considérable de motifs différents termine les murs occidentaux des deux nefs, et leur donne une cohérence. En dessus, les deux pignons placés en retrait sont strictement identiques. Non décorés, ils sont simplement percés d'un oculus rond.
Les murs gouttereaux des nefs ne sont pas identiques : les contreforts sont de dimensions moyennes et traités avec soin au nord, mais très volumineux et presque difformes au sud, vers le domaine du prieuré. Au nord, l'appareil est constitué de pierres de taille, alors que le petit appareil irrégulier qui domine au sud laisse penser que des pierres de la nef romane démolie ont été récupérées ici. Hormis la rosace déjà signalée, le mur gouttereau nord possède trois baies flamboyantes en tiers-point, et le mur gouttereau sud également, le mur restant ainsi aveugle entre les deux derniers contreforts. Les deux dernières baies au nord sont nettement plus élevées que les autres, et des baies supplémentaires existent par ailleurs à l'est, au-dessus des toits en appentis des collatéraux du chœur. Celle de la nef de gauche est bouchée. Toutes ces baies montrent un remplage sur la base de trois formes. Quant au chœur, il est doté de trois fenêtres hautes au nord tant qu'au sud. Ce sont des triangles équilatéraux constitués de trois lignes galbés, évoquant le sommet de lancettes. Le chevet possède une lancette large dans l'axe, doté d'un remplage flamboyant, et des lancettes étroites sans remplage dans les pans biais. En effet, les contreforts terminant habituellement les parties droites du chœur se trouvent ici devant les pans biais, afin d'éviter un empiètement sur les absides des collatéraux. Ces derniers sont donc plus courts que le vaisseau central, et comme déjà évoqué, leur chevet est à deux pans, et représente ainsi un type à mi-chemin entre le chevet plat et le chevet polygonal.

### Intérieur

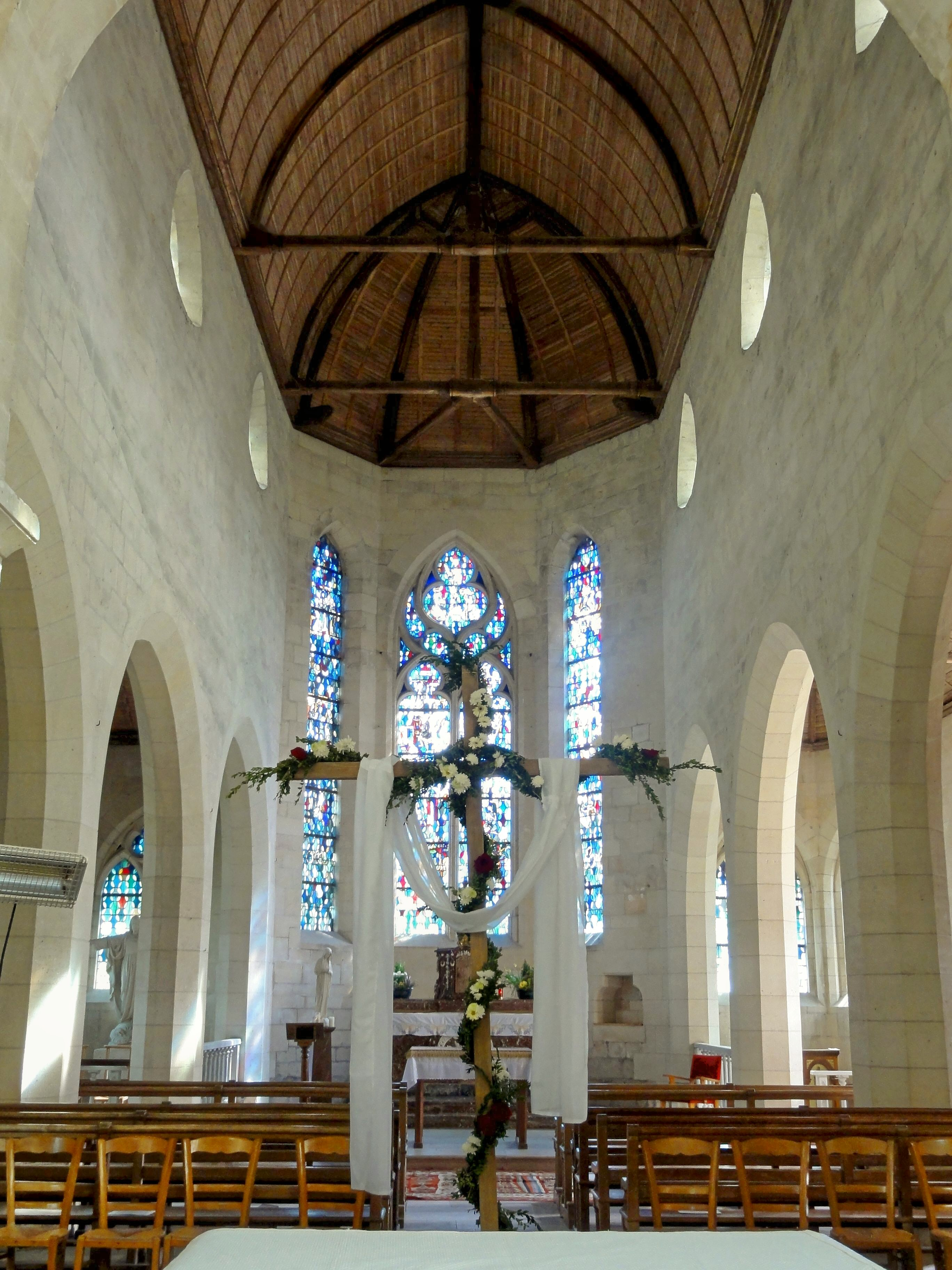
Vaisseau central du chœur.

L'intérieur de l'église est spacieux et lumineux : Contrairement à la plupart des églises flamboyantes où la nef ne reçoit le jour qu'indirectement par les bas-côtés et le chœur, ainsi que souvent par une unique fenêtre située à l'ouest, les nefs de Pierrefonds sont éclairées directement par dix fenêtres au total (quatre au nord, une à l'est, trois au sud et deux à l'ouest). Les cinq grandes arcades brisées séparant les deux nefs présentent une très large ouverture et sont d'une belle facture. Les fûts sont cylindriques, mais la mouluration des arcades à la façon des piliers ondulés donne une note de finesse. En même temps, la monotonie des longues voûtes en berceau sans le moindre décor et la nudité des murs ne sont pas à la hauteur de la promesse des portails richement sculptés. À l'est, les fenêtres bouchées du clocher dans la nef de gauche, et un contrefort occidental du vaisseau central du chœur dans la nef de droite, témoignent du remplacement d'une nef centrale avec ses bas-côtés par une double nef, sans tenir compte des dispositions antérieures.
Le raccordement avec le chœur et ses collatéraux par trois arcades romanes plein cintre n'est pas non plus des plus heureux. Certes, l'arcade centrale est nettement surhaussée, mais elle n'atteint pas la hauteur du chœur gothique, et la visibilité depuis la nef de gauche sur le chœur proprement dit est quasi nulle (ce qui a motivé l'installation de l'autel actuel en tout début du chœur). Les arcades romanes constituent en même temps des témoins intéressants de la première église. Elles retombent sur les chapiteaux de colonnes engagées, dont celles correspondant au vaisseau central ont apparemment été remplacées par des colonnes plus fortes. Seule de la colonne et du chapiteau au sud de l'arcade du sud, l'on peut dire avec certitude qu'ils datent entièrement d'origine, et avec une certaine réserve de leurs homologues au nord, le reste ayant été fortement restauré. Les chapiteaux, du même type que ceux de la crypte, montrent tous un épannelage tronçonnique, des petites volutes aux angles supérieurs et un relief faiblement développé. Un vestige non identifié représentent les deux arcades plein cintre bouchées au sud, dont l'une contient les portes de la sacristie, et qui retombent sur le chapiteau de feuillages d'une fine colonnette. Tout comme la nef, le chœur se distingue par la pauvreté du décor, mais ici, les formes et volumes sont plus harmonieuses, et les charpentes du plafond sont d'une esthétique indéniable. Les grandes arcades du chœur proviennent d'une restauration antérieure à celle commencée en 1926. Tout comme dans la nef, elles ont d'emblée été conçues pour supporter une charpente et non des voûtes.

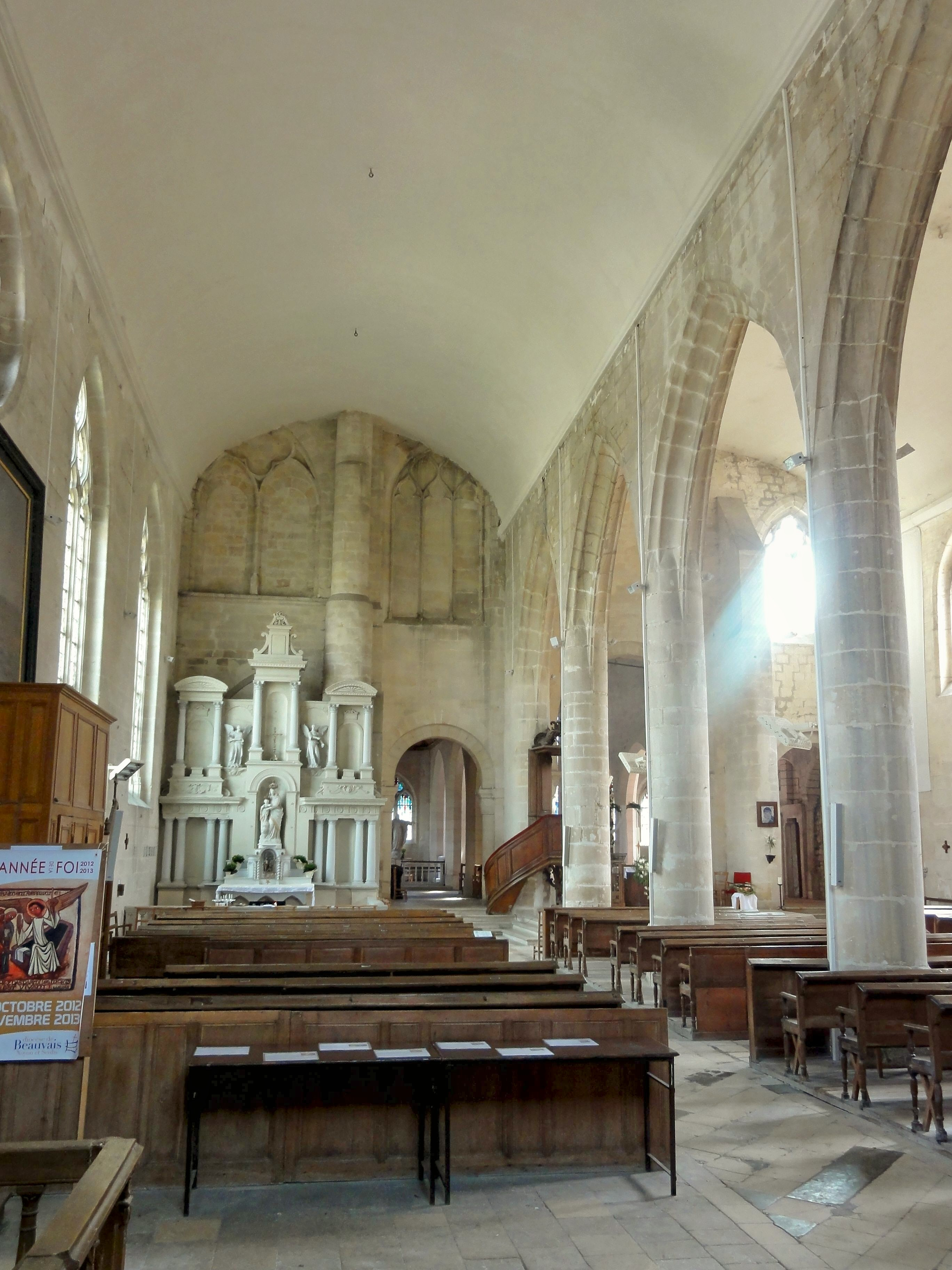
Nef de gauche.
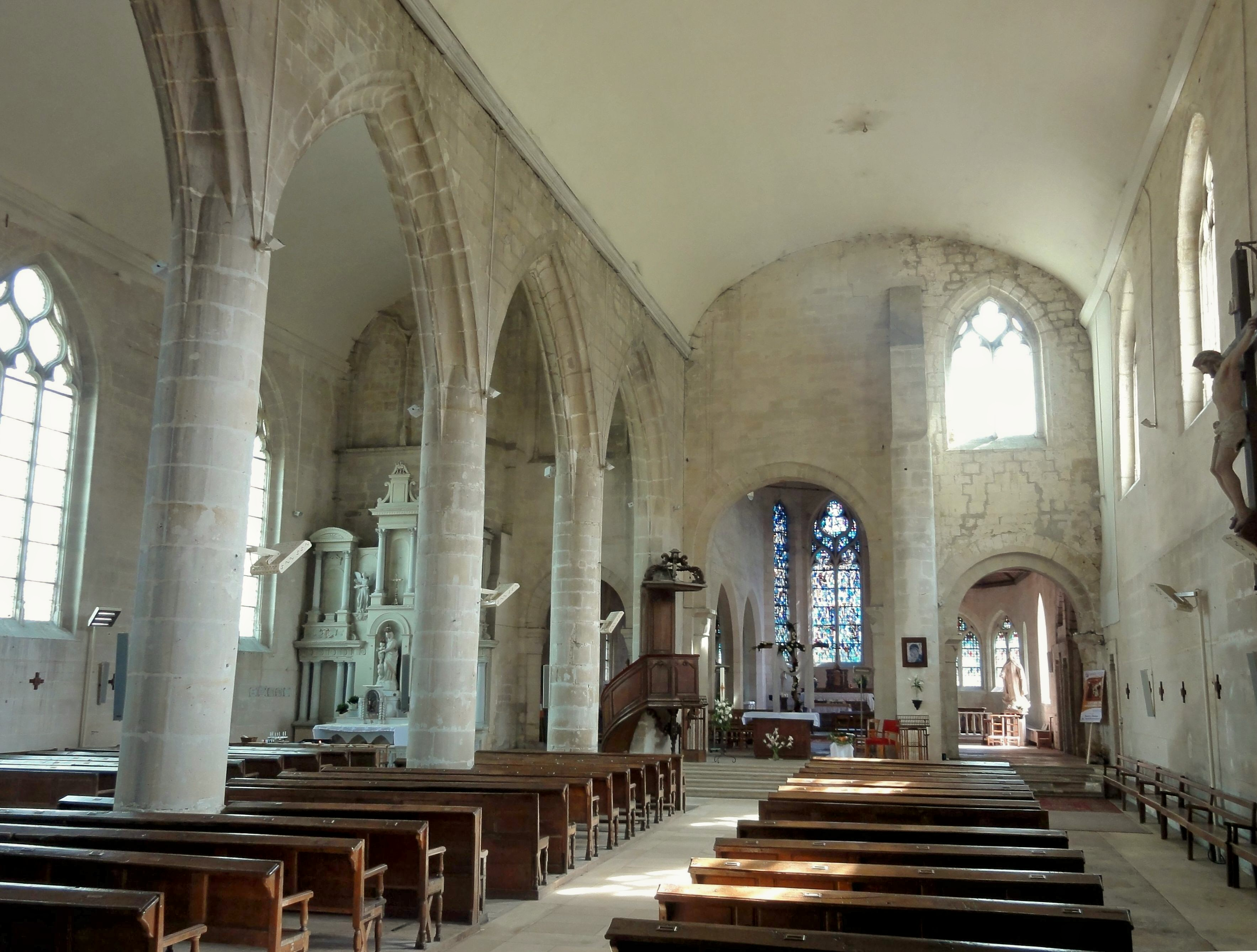
Nef de droite.
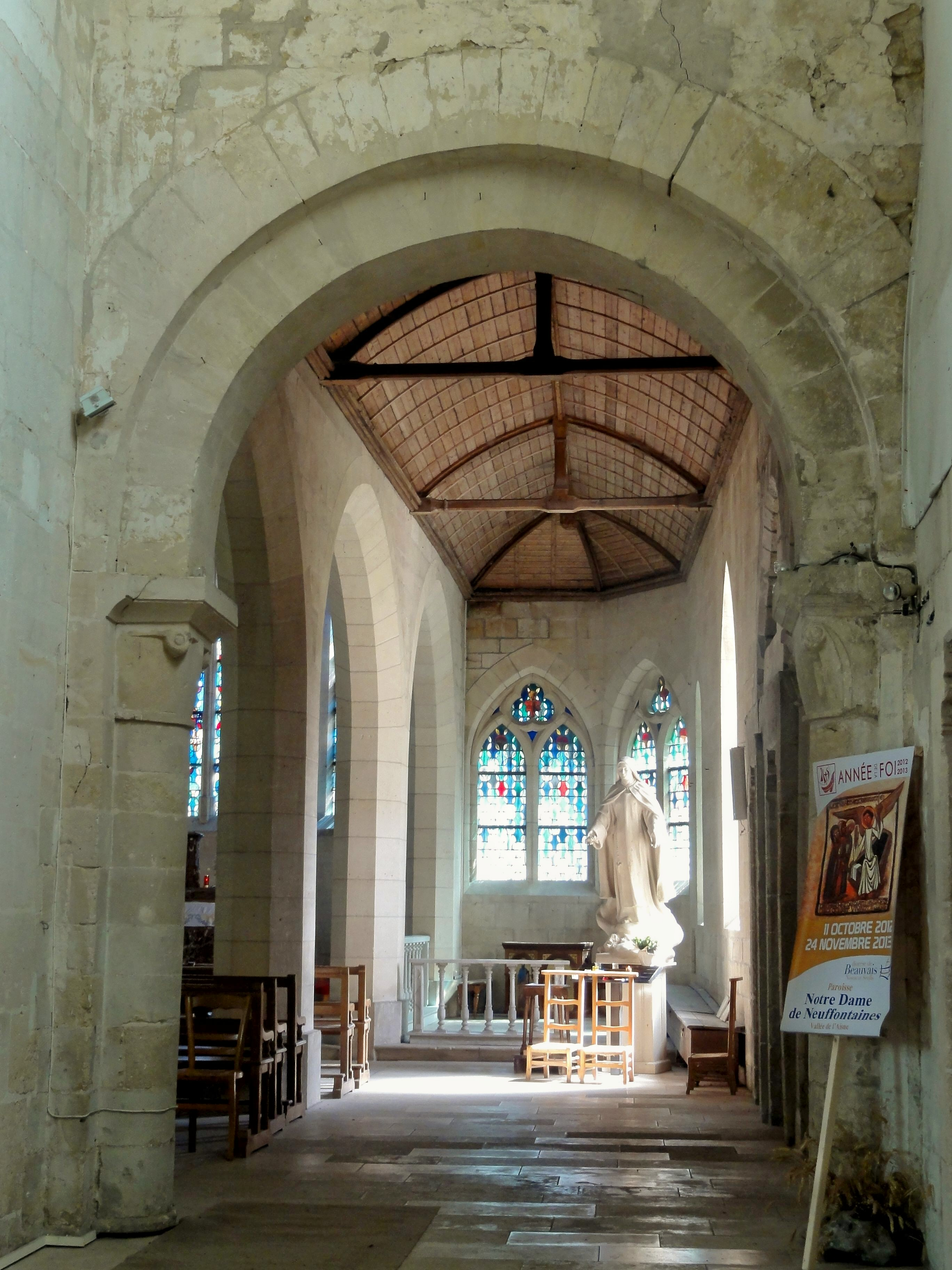
Arcade romane.
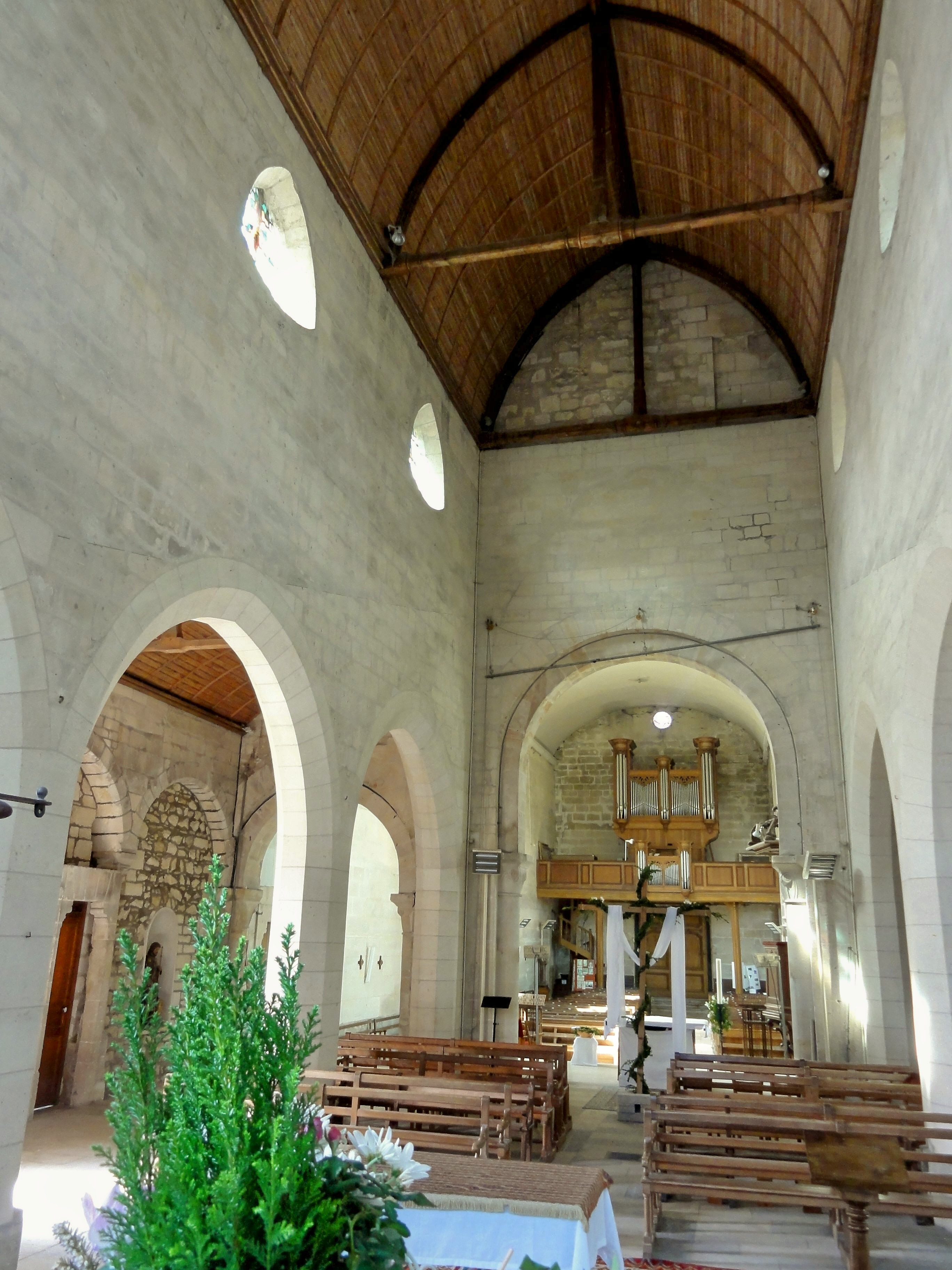
Intérieur du chœur.
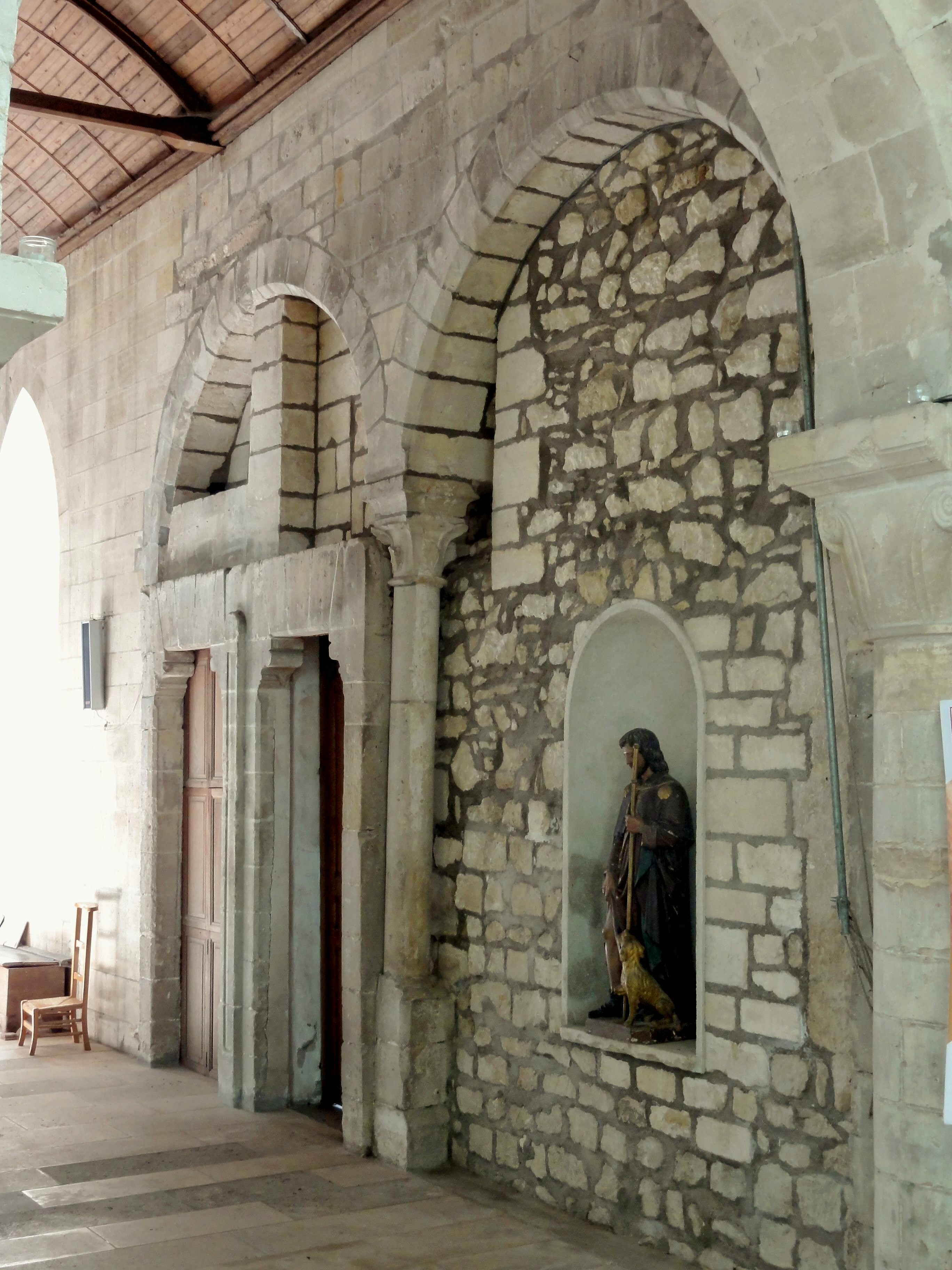
Vestiges au sud du chœur.

### Crypte

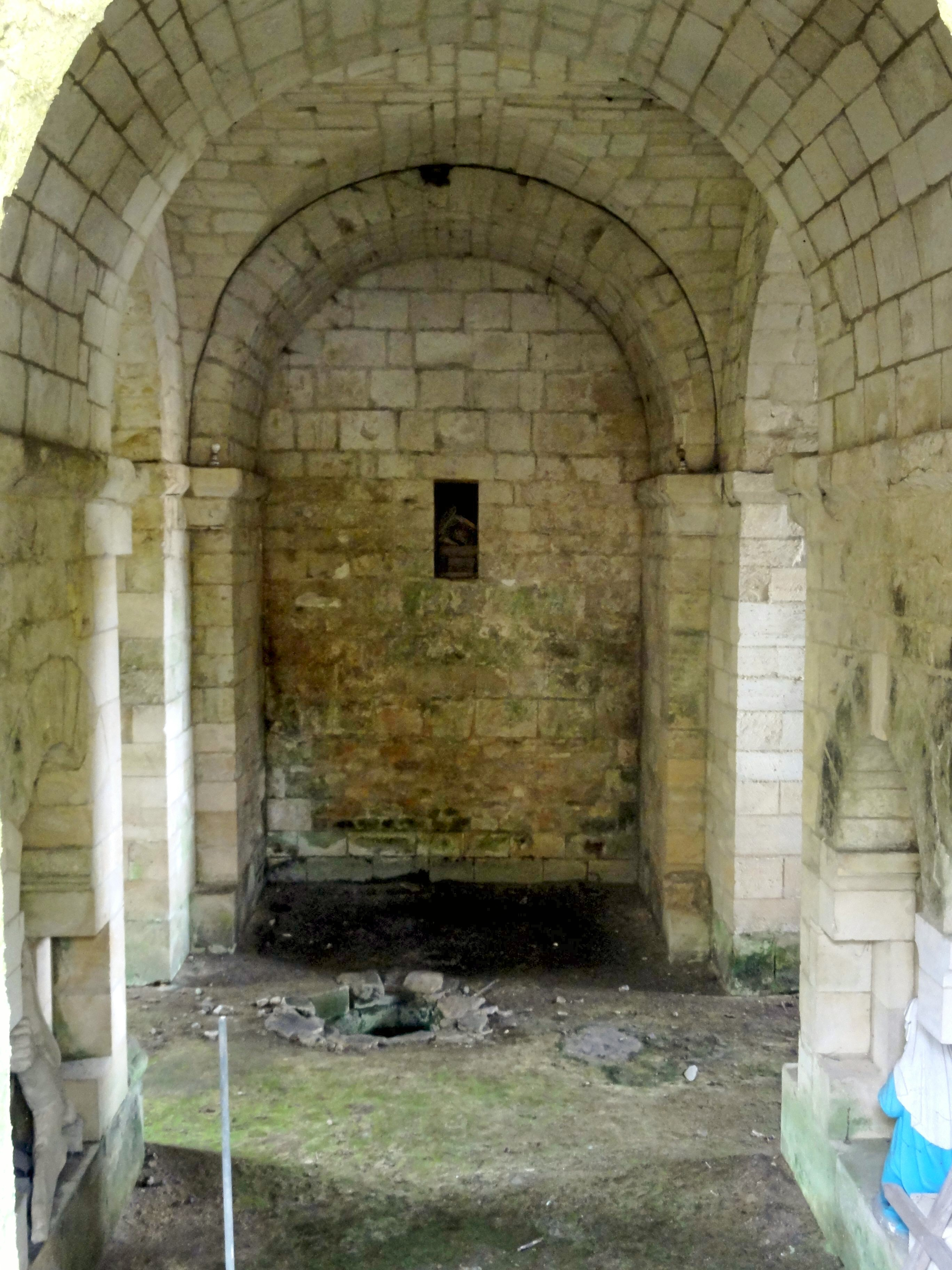
Vaisseau central.

L'existence de la crypte se devine en regardant le chevet, dont l'on aperçoit le haut soubassement percé de fenêtres dans l'axe des trois vaisseaux du chœur, et l'amorce des voûtes en cul de four en bas des pans de mur de leurs chevets, qui n'épousent pas la forme en hémicycle adoptée à l'époque romane. La crypte n'est souterraine qu'en dessous du seuil des fenêtres, qui restent toutes visibles depuis l'extérieur. Or, il n'y a vraisemblablement jamais eu de porte vers l'extérieur, les deux escaliers depuis les anciens bas-côtés de l'église romane restant les seuls accès. Ils permettaient la circulation en continu des pèlerins, descendant par l'un des escaliers et remontant par l'autre. Du fait de la restauration restée inachevée, la crypte ne peut être ouverte au public, et les escaliers (dont seule celui du sud est praticable) ne sont pas visibles depuis l'intérieur de l'église. De dimensions plus généreuses que les deux autres cryptes d'églises rurales connues dans le Soissonnais, celles de l'église Saint-Lucien de Montmille et de l'église Saint-Samson de Saint-Samson-la-Poterie, elle est davantage influencée par celles des abbatiales Saint-Médard et Saint-Léger de Soissons, dont la dernière est pratiquement contemporaine. La première a sans doute fourni l'idée d'un vaisseau transversal avec trois travées voûtées d'arêtes. Ces travées sont délimitées des voûtes en berceau orientées est-ouest par des doubleaux.
Ce vaisseau transversal constitue l'unique lien entre les trois vaisseaux. Il est éclairé par une fenêtre à chacune des deux extrémités. De même, les vaisseaux sont éclairés chacun par une fenêtre au milieu de leurs absides. Le local destiné à abriter les reliques n'est éclairé qu'indirectement par une minuscule ouverture rectangulaire à l'extrémité ouest du vaisseau central. À l'ouest du vaisseau central, les trois vaisseaux longitudinaux se poursuivent encore par des courtes travées voûtées en berceau. Existent ainsi huit angles de mur (soit deux de part et d'autre de chacune des deux arcades à l'intersection du vaisseau transversal), qui étaient agrémentés par des colonnettes à chapiteaux. Des bandeaux courant le long des murs à la naissance des voûtes servaient en même temps de tailloirs à ces chapiteaux. Aucune colonnette ne reste en place, mais une colonnette polygonale a été retrouvée dans la crypte : au moins deux autres exemples de colonnettes de ce type sont connus dans la région. Quelques chapiteaux subsistent, très semblables à celles des arcades à l'ouest du chœur de l'église haute. L'austérité des trois vaisseaux longitudinaux était également atténuée par des colonnettes à chapiteaux : en effet, deux arcades aveugles et gémelées existent dans chacun des murs latéraux, retombant sur un chapiteau commun à leur point de rencontre. Certains chapiteaux subsistent, mais les colonnettes ont également disparu sans exception.

## Mobilier
L'église renferme seulement deux éléments de mobilier classés monuments historiques au titre objet ou au titre immeuble en même temps avec l'église ; s'y ajoutent deux statues colossales flanquant le portail méridional.
- La porte de tabernacle en bois sculpté et peint de l'autel de la nef de gauche, du XVIIe siècle, représentant la Résurrection du Christ[14] ;
- Une cloche en bronze de 1574, d'une hauteur et d'un diamètre de 135 cm, avec un décor en bas-relief[15].